# Lins Sanders
Peter Laurens (Lins) Sanders (Meijel, 13 september 1896 – Den Haag, 9 november 1964) was een Nederlands politicus.
Hij werd geboren als zoon van Joannes Sanders (1851-1925) en Margaretha Hubertina Smeets (1858-1953). In 1921 volgde hij zijn vader op als gemeentesecretaris van Meijel. Bij koninklijk besluit van 17 september 1921 (enkele dagen nadat hij 25 geworden was) werd hij daar benoemd tot burgemeester. Hij was toen de jongste burgemeester van Nederland. Na veertig jaar burgemeester te zijn geweest ging Sanders in oktober 1961 met pensioen. Eind 1964 kreeg hij op het station in Den Haag een beroerte en overleed terplekke op 68-jarige leeftijd.